# Auvara
Auvara (en francès Auvare) és un municipi francès situat al departament dels Alps Marítims i a la regió de Provença – Alps – Costa Blava.

## Demografia
| 1962                                       | 1968 | 1975 | 1982 | 1990 | 1999 | 2006 |
| ------------------------------------------ | ---- | ---- | ---- | ---- | ---- | ---- |
| 10                                         | 13   | 14   | 36   | 37   | 44   | 53   |
| Des de 1962: població sense dobles comptes |      |      |      |      |      |      |

## Administració
| Període   | Identitat          | Partit        |
| --------- | ------------------ | ------------- |
| 1977-2008 | Clément Jourdan    | Divers droite |
| 2008-     | Bernadette Drogoul |               |